# Pavare Voderberg

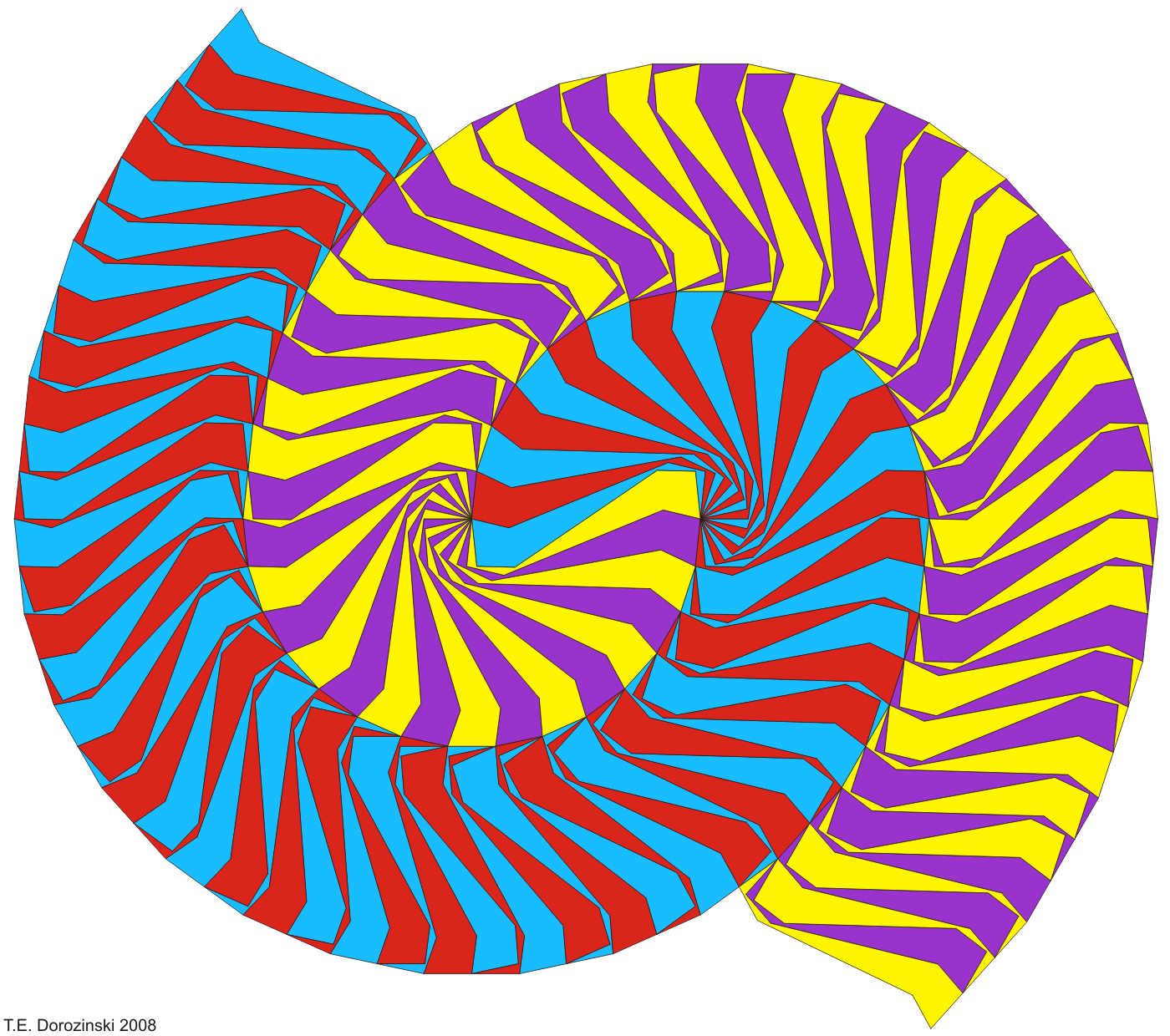
O pavare parțială Voderberg. De observat că toate dalele colorate sunt congruente.

Pavarea Voderberg este o pavare în formă de spirală⁠(d), realizată în 1936 de matematicianul Heinz Voderberg⁠(d) (1911–1945). Este o pavare monoedrică: constă dintr-o singură formă care pavează planul cu copii congruente ale formei respective. În acest caz, dala este un eneagon neregulat alungit, adică un poligon cu nouă laturi. Cea mai interesantă caracteristică a acestui poligon este faptul că între două dale se potrivește exact o a treia. De exemplu, un eneagon violet este încadrat de două galbene, toate trei având formă identică. Înainte de descoperirea lui Voderberg, matematicienii se întrebau dacă o asemenea pavare ar fi posibilă.
Deoarece nu are simetrie de translație, pavarea Voderberg este tehnic neperiodică, chiar dacă prezintă evident un model repetat. Această pavare a fost prima pavare în spirală realizată, precedând lucrările ulterioare ale lui Branko Grünbaum și Geoffrey C. Shephard din anii 1970. Pe coperta cărții din 1987 a lui Grünbaum și Shephard, Tilings and Patterns, apare o pavare spirală.